# راسيل كوكس
راسيل كوكس (بالإنجليزية: Russell Cox)‏ هو لاعب دوري الرغبي أسترالي، ولد في 1951.